# Kujawki (województwo świętokrzyskie)
Kujawki – wieś w Polsce położona w województwie świętokrzyskim, w powiecie pińczowskim, w gminie Działoszyce.
W latach 1975–1998 miejscowość administracyjnie należała do województwa kieleckiego.
| SIMC    | Nazwa        | Rodzaj    |
| ------- | ------------ | --------- |
| 0237392 | Duże Kujawki | część wsi |
| 0237400 | Małe Kujawki | część wsi |

## Historia
Kujawki opisano w wieku XIX jako wieś nad rzeką Jakubówką w powiecie pińczowskim, gminie Drożejowice, parafii Dzierążnia. 

W XV w. należała do probostwa sandomierskiego (Długosz L.B. t.I s.517 t.II s.65). 

W 1827 r. wieś duchowna, było tu 9 domów 98 mieszkańców
Według spisu powszechnego z roku 1921 w Kujawkach było 31 domów i 316 mieszkańców.== Przypisy ==
1. ↑  Wieś Kujawki  w liczbach [online], Polska w liczbach [dostęp 2022-04-24], liczba ludności na podstawie danych GUS.
2. ↑  GUS: Ludność - struktura według ekonomicznych grup wieku. Stan w dniu 31.03.2011 r..
3. ↑  Oficjalny Spis Pocztowych Numerów Adresowych, Poczta Polska S.A., październik 2013, s. 632 [zarchiwizowane z adresu 2014-02-22].
4. 1 2 3  TERYT (Krajowy Rejestr Urzędowego Podziału Terytorialnego Kraju). Główny Urząd Statystyczny. [dostęp 2015-04-16].
5. ↑  Państwowy Rejestr Nazw Geograficznych – miejscowości – format XLSX, Dane z państwowego rejestru nazw geograficznych – PRNG, Główny Urząd Geodezji i Kartografii, 5 listopada 2023, identyfikator PRNG: 64870
6. 1 2  Rozporządzenie Ministra Administracji i Cyfryzacji z dnia 13 grudnia 2012 r. w sprawie wykazu urzędowych nazw miejscowości i ich części. „Dziennik Ustaw”. Nr 29, poz. 200, s. 1867, 2013-02-15. Ministerstwo Administracji i Cyfryzacji. [dostęp 2015-04-14].brak numeru strony
7. ↑  Kujawki (4), [w:] Słownik geograficzny Królestwa Polskiego, t. IV: Kęs – Kutno, Warszawa 1883, s. 850.
8. ↑  Skorowidz miejscowości Rzeczypospolitej Polskiej opracowany na podstawie wyników Pierwszego Powszechnego Spisu Ludności z dn. 30 września 1921 r. i innych źródeł urzędowych, t. Województwo kieleckie, Warszawa: Główny Urząd Statystyczny Rzeczypospolitej Polskiej, 1924 [dostęp 2015-04-17].